# Constructivistische Internationale

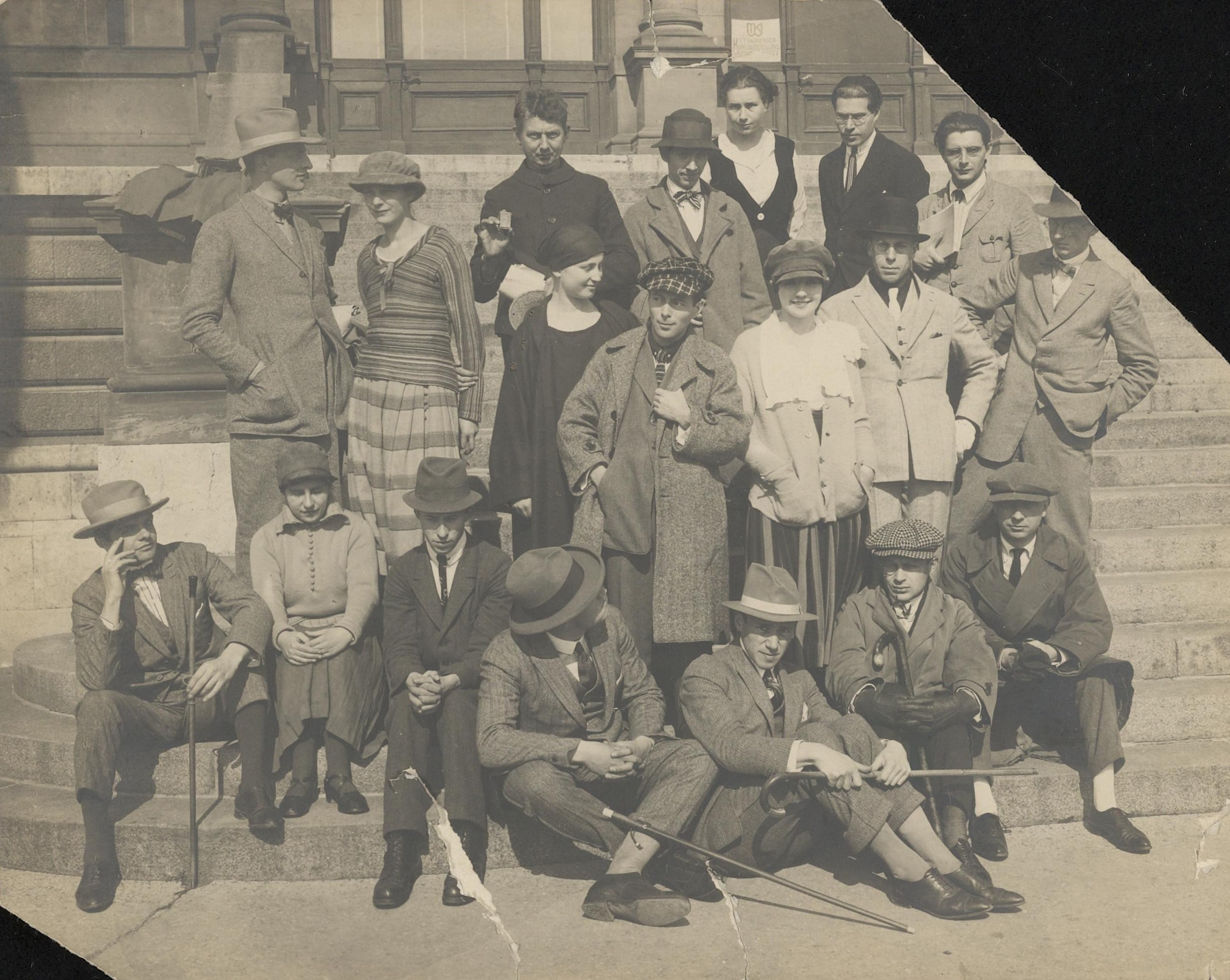
Groepsfoto van het Internationaal congres van Konstructivisten en Dadaïsten in Weimar. 25 september 1922. Den Haag, RKD, Archief van Theo en Nelly van Doesburg.

De Constructivistische Internationale (Duits voluit: Konstruktivistische Internationale schöpferische Arbeitsgemeinschaft of KI) was een internationaal samenwerkingsverband van constructivistische en neoplastische kunstenaars opgericht in Weimar in september 1922.

## Geschiedenis
De Constructivistische Internationale kwam voort uit het congres dat van 29 tot 31 mei 1922 op initiatief van kunstenaarsvereniging Das Junge Rheinland plaats vond in Düsseldorf. Dit congres werd georganiseerd om overeenstemming te krijgen over de doelstellingen van de Unie van Internationale Progressieve Kunstenaars. Een dergelijk internationaal samenwerkingsverband was volgens de organisatoren noodzakelijk om onafhankelijk te zijn van de in hun ogen conservatieve officiële kunstwereld, met name in het geval van tentoonstellingen met jury. Het congres eindigde echter in verdeeldheid. De Unie had een slotverklaring opgesteld en ging ervan uit dat alle deelnemers deze zouden ondertekenen. Een kleine groep van constructivisten en neoplastici, onder leiding van de Nederlandse kunstenaar Theo van Doesburg, wilden echter hun eigen standpunten inbrengen.
Enkele dagen voor het congres, op 26 mei 1922, vond in Weimar een ontmoeting plaats tussen Theo van Doesburg, Hans Richter, El Lissitzky, Karl Peter Röhl, Werner Graeff en Cornelis van Eesteren, waarbij ter gelegenheid van het congres de IFdK (Internationale Fraktion der Konstruktivisten) werd opgericht. Volgens de IFdK was de Unie niet progressief genoeg. Vervolgens saboteerden ze het congres door op dag twee boos weg te lopen.

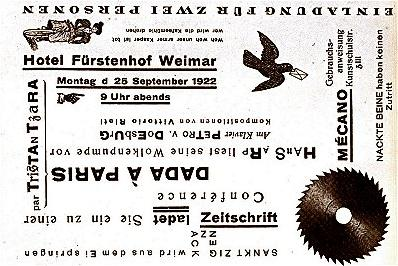
Uitnodiging dada-avond Hotel Fürstenhof, 25 september 1922.

Na dit congres werd de IFdK opgeheven en besloot Van Doesburg een "Konstruktivistische [sic] Internationale beeldende Arbeidsgemeenschap" op te richten. Hiervoor bracht hij in juli 1922 een bezoek aan het Berlijnse atelier van de Hongaarse kunstenaar-in-ballingschap László Moholy-Nagy. Op 25 september organiseerde Van Doesburg een congres, dat bijgewoond werd door de constructivistische kunstenaars Moholy-Nagy, Richter en Lissitzky en een aantal oud-studenten van Van Doesburg. Het congres werd ook bijgewoond door de dadaïsten Tristan Tzara, Hans Arp, Kurt Schwitters en Raoul Hausmann, waardoor het congres de geschiedenis in ging als het 'Internationaal congres van Konstructivisten en Dadaïsten'. Het congres werd afgesloten met een dadaïstische avond in Hotel Fürstenhof. Naar aanleiding van het congres publiceerde de Konstruktivistische Internationale een manifest in De Stijl. Verder bleef de rol van de Internationale beperkt tot het organiseren van enkele tentoonstellingen voor een handvol leden. De Constructivistische Internationale was vergelijkbaar met kunstenaarsvereniging La Section d'Or in die zin dat het het werk van leden promootte en onafhankelijk van kunsthandel en politiek probeerde te zijn.
El Lissitzky en Moholy-Nagy hadden beide sterke persoonlijkheden en dus probeerde Van Doesburg hun rol binnen de Constructivistische Internationale te beperken. Toch viel de groep vanwege onderlinge meningsverschillen al snel uit elkaar. Lissitzky, bijvoorbeeld, kon zich niet vinden in Van Doesburgs 'primitieve utilitarisme'.